# Sweat
Sweat (в превод Пот) е един от двата албума (другият е Suit), които американският рапър Нели издава едновременно на 14 септември 2004. Sweat е с рап ориентация и в него преобладават бързите и ударни клубни хитове, докато Suit има R&B звучене. Албумът влиза директно на второ място в класацията Билборд 200. Изглежда че той е по-слабият от двата албума, защото не успява да стигне до първа позиция в тази класация, докато Suit дебютира директно на нея. За това говорят и продажбите – над един милион за Sweat (платинен статут) срещу над три милиона за Suit (троен платинен статут).
Синглите от албума Sweat са Flap Your Wings, Na-Nana-Na и Tilt Ya Head Back. Гост-изпълнители са Кристина Агилера, Моб Дийп, Фет Джо, Стивън Марли, Миси Елиът и др.

## Списък на песните
| #   | Заглавие               | Продуцент                 | Гост-изпълнител                          | Времетраене |
| --- | ---------------------- | ------------------------- | ---------------------------------------- | ----------- |
| 1   | Heart of a Champion    | Филип Дъкет               | Вокален ансамбъл на университета Линкълн | 4:29        |
| 2   | Na-Nana-Na Клип        | Джази Фа                  | Джази Фа                                 | 3:59        |
| 3   | Flap Your Wings Клип   | The Neptunes              |                                          | 4:03        |
| 4   | American Dream         | T-Mix                     | Сейнт Лунатикс                           | 4:56        |
| 5   | River Don't Runnn      | Doe Mo' Beats             | Мърфи Лий & Стивън Марли                 | 4:57        |
| 6   | Tilt Ya Head Back Клип | Doe Mo' Beats             | Кристина Агилера                         | 4:13        |
| 7   | Grand Hang Out         | Джейсън ''Jay E'' Еперсън | Фет Джо, Йънг Тру & Реми Мартин          | 4:49        |
| 8   | Getcha Getcha          | Дърти Суифт & Брус Уейн   | Сейнт Лунатикс                           | 4:37        |
| 9   | Another One            | Джейсън „Коко“ Бриджес    |                                          | 4:39        |
| 10  | Spida Man              | Джейсън „Коко“ Бриджес    |                                          | 4:51        |
| 11  | Playa                  | Алхимистът                | Моб Дийп & Миси Елиът                    | 3:57        |
| 12  | Down in Da Water       | Триф                      | Али & Гюб Тъг                            | 4:17        |
| 13  | Boy                    | Джейсън „Jay E“ Еперсън   | Лил Флип & Биг Гих                       | 3:59        |
| 14* | Don't Stop             |                           |                                          |             |

* Бонус песен във великобританската версия на албума